# 驻土库曼斯坦外交机构列表

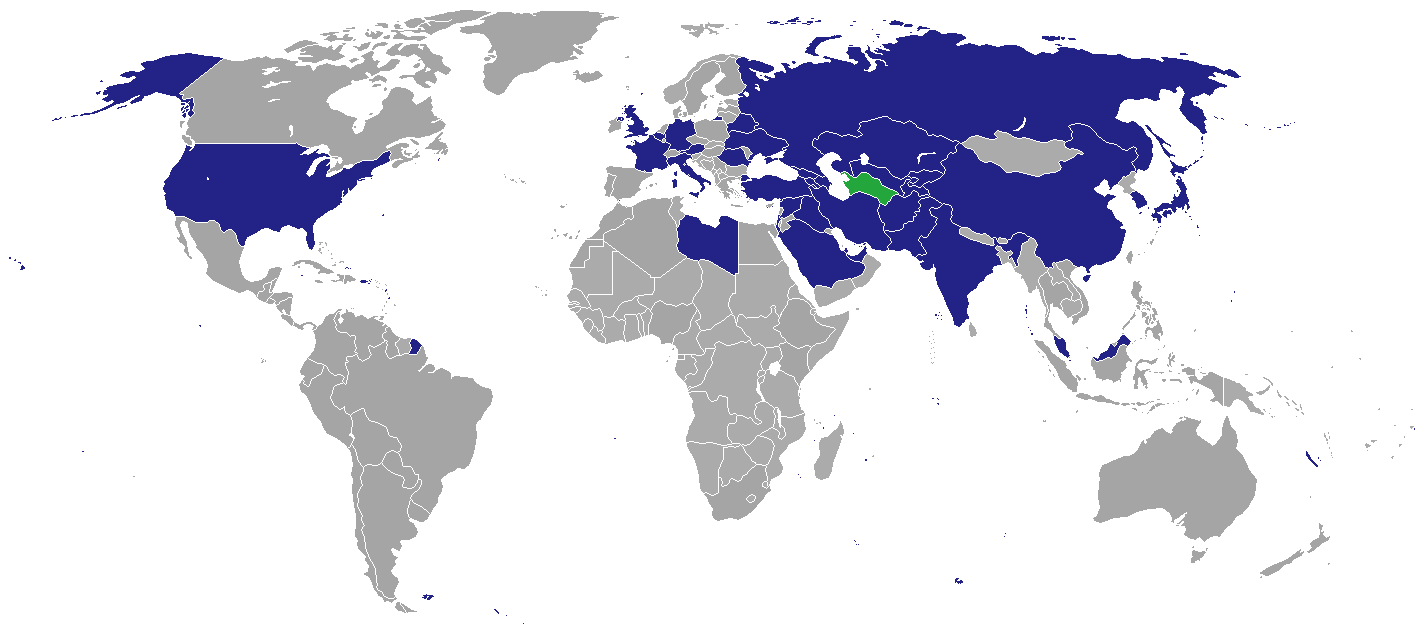
在土库曼斯坦設有外交机构的國家

此列表列出驻土库曼斯坦的外交代表机构。现今有32个国家在阿什哈巴德设立了大使馆。

## 大使馆

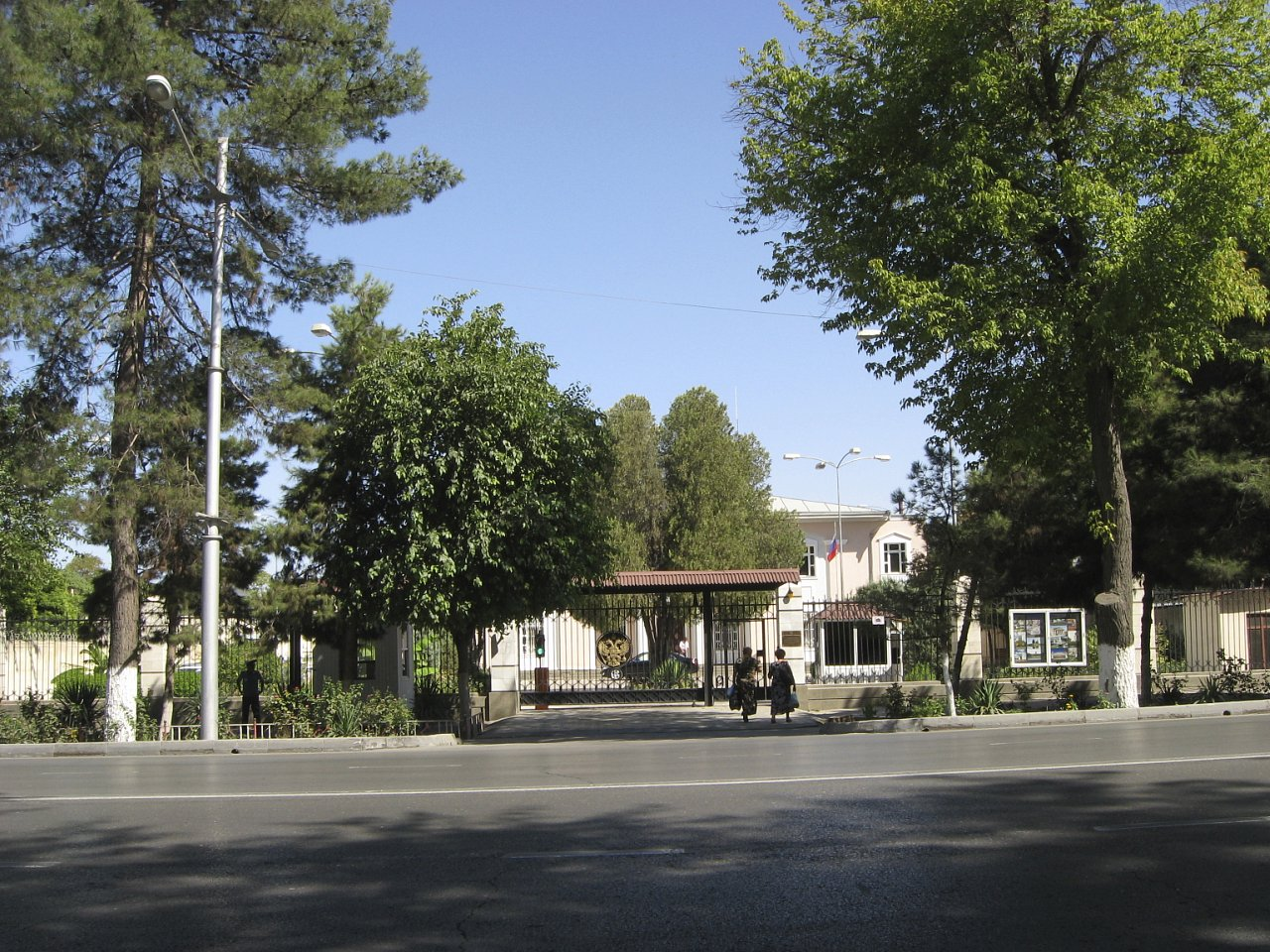
俄罗斯驻土库曼斯坦大使馆

阿什哈巴德
| - 阿富汗 - 亞美尼亞 - 白俄羅斯 - 中华人民共和国 - 法國 - 德国 - 梵蒂冈 - 印度 - 伊朗 - 以色列 - 義大利 - 日本 | - 利比亞 - 马来西亚 - 巴基斯坦 - 巴勒斯坦 - 羅馬尼亞 - 俄羅斯 - 沙烏地阿拉伯 - 土耳其 - 乌克兰 - 阿联酋 - 英国 - 美国 |

## 领事馆
梅尔夫
- 阿富汗
- 伊朗

土庫曼巴希
- 俄羅斯

## 由他国使馆兼辖
| - 阿根廷（驻俄罗斯使馆） - （驻俄罗斯使馆） - 奥地利（驻哈萨克斯坦使馆） - 比利时（驻土耳其使馆） - （驻伊朗使馆） - 巴西（驻哈萨克斯坦使馆） - 保加利亚（驻哈萨克斯坦使馆） - 加拿大（驻土耳其使馆） - （驻土耳其使馆） - 古巴（驻阿塞拜疆使馆） - 賽普勒斯（驻俄罗斯使馆） - 捷克（驻乌兹别克斯坦使馆） - 丹麦（驻俄罗斯使馆） - 爱沙尼亚（驻哈萨克斯坦使馆） - 芬兰（外交部直辖） - 希腊（驻俄罗斯使馆） - （驻联合国代表处） - 匈牙利（驻伊朗使馆） - 冰島（驻俄罗斯使馆） - 印度尼西亞（驻伊朗使馆） - 爱尔兰（驻俄罗斯使馆） - 拉脫維亞（驻乌兹别克斯坦使馆） | - 立陶宛（驻阿塞拜疆使馆） - 馬爾他（外交部直辖） - 墨西哥（驻土耳其使馆） - 摩尔多瓦（驻乌克兰使馆） - 尼泊尔（驻俄罗斯使馆） - 荷蘭（驻俄罗斯使馆） - 新西兰（驻俄罗斯使馆） - 挪威（驻哈萨克斯坦使馆） - 波蘭（驻阿塞拜疆使馆） - 葡萄牙（驻土耳其使馆） - 塞爾維亞（驻俄罗斯使馆） - 新加坡（驻哈萨克斯坦使馆） - 斯洛伐克（驻乌兹别克斯坦使馆） - 斯洛維尼亞（驻俄罗斯使馆） - 南非（驻哈萨克斯坦使馆） - 西班牙（驻俄罗斯使馆） - 斯里蘭卡（驻伊朗使馆） - 瑞典 （外交部直辖） - 瑞士（驻阿塞拜疆使馆） - 泰國（驻土耳其使馆） - 委內瑞拉（驻伊朗使馆） - 越南（驻俄罗斯使馆） |